# Weilen unter den Rinnen
Weilen unter den Rinnen är en kommun (tyska Gemeinde) i Zollernalbkreis i delstaten Baden-Württemberg i Tyskland. Folkmängden uppgår till cirka 600 invånare, på en yta av 3,08 kvadratkilometer.
Kommunen ingår i kommunalförbundet Oberes Schlichemtal tillsammans med staden Schömberg och kommunerna Dautmergen, Dormettingen, Dotternhausen, Hausen am Tann, Ratshausen, och Zimmern unter der Burg.

## Befolkningsutveckling
| Befolkningsutvecklingen i Weilen unter den Rinnen 1975–2015 | Befolkningsutvecklingen i Weilen unter den Rinnen 1975–2015 | Befolkningsutvecklingen i Weilen unter den Rinnen 1975–2015 | Befolkningsutvecklingen i Weilen unter den Rinnen 1975–2015 | Befolkningsutvecklingen i Weilen unter den Rinnen 1975–2015 |
| ----------------------------------------------------------- | ----------------------------------------------------------- | ----------------------------------------------------------- | ----------------------------------------------------------- | ----------------------------------------------------------- |
|                                                             |                                                             |                                                             |                                                             |                                                             |
| År                                                          |                                                             |                                                             | Folkmängd                                                   | Areal (ha)                                                  |
| 1975                                                        | 1975                                                        |                                                             | 422                                                         | 308                                                         |
| 1980                                                        | 1980                                                        |                                                             | 425                                                         |                                                             |
| 1985                                                        | 1985                                                        |                                                             | 433                                                         |                                                             |
| 1990                                                        | 1990                                                        |                                                             | 500                                                         |                                                             |
| 1995                                                        | 1995                                                        |                                                             | 586                                                         |                                                             |
| 2000                                                        | 2000                                                        |                                                             | 611                                                         |                                                             |
| 2005                                                        | 2005                                                        |                                                             | 631                                                         |                                                             |
| 2010                                                        | 2010                                                        |                                                             | 627                                                         |                                                             |
| 2015                                                        | 2015                                                        |                                                             | 603                                                         |                                                             |
|                                                             |                                                             |                                                             |                                                             |                                                             |